# Augusta Peaux
Augusta Guerdina Peaux (Simonshaven, 2 november 1859 – Nijmegen, 23 februari 1944) was een Nederlandse dichteres en vertaalster. Zij was van Franse afkomst (haar oudovergrootvader kwam uit Camarès, Frankrijk).
Zij publiceerde de bundels Gedichten (Uitg. H.D. Tjeenk Willink & Zoon, Haarlem, 1918) en Nieuwe gedichten (1926). Ook werden er gedichten van haar gepubliceerd in tijdschriften zoals Eigen Haard, Zingende Vogels, De Vlaamsche School en Nederland. Als dichteres leefde zij in de schaduw van de meer bekende Tachtigers, onder wie de door haar bewonderde Hélène Swarth die haar werk apprecieerde. Peaux blonk uit in minutieuze impressionistische landschapsschilderingen waaraan zij een sombere, melancholieke ondertoon wist te geven. Hoewel een aantal van haar gedichten in bloemlezingen verschenen (onder meer Eenzaam kerkhof), heeft haar werk weinig aandacht gekregen.
Peaux koos bewust voor een teruggetrokken leven. Ze ligt begraven op Rustoord in Nijmegen, graf W-0222. Haar naam staat niet op het graf.

## Speciale uitgaven en herdenkingen
- In 2011 verscheen een speciale uitgave van haar werk, verzorgd door Mario Molegraaf; een gelimiteerde uitgave van 95 exemplaren op geschept papier, met een schets van haar portret door Will Landman.
- In februari/maart 2014 verscheen een bibliofiele uitgave van drie gedichten van haar hand ter gelegenheid van een bijeenkomst op 23 februari 2014 van 'LiteRAR' in Spijkenisse, waar haar 70ste sterfdag (op 23 februari 1944) werd herdacht door haar biograaf en bloemlezer Mario Molegraaf (de gedichten werden tot lied verwerkt en vertolkt door Willem, de huistroubadour, die van 22 van haar gedichten 'n lied maakte) (Augusta Peaux - DRIE GEDICHTEN, Uitg. Avalon Pers, Woubrugge, z.j. (2014), 40 exx.)
- In november 2014 verscheen een nieuwe verzamelbundel gedichten van haar, bijeengebracht door Mario Molegraaf: De wilgen, de velden, het water - Augusta Peaux, Uitg. Liverse, Dordrecht, 2014, ISBN 978 94 91034 42 8.